# Nathalia Dill
Nathalia Goyannes Dill Orrico, més coneguda com a Nathalia Dill (Rio de Janeiro, 24 de març de 1986), és una actriu brasilera. Va interpretar el paper de protagonista a dues telenovel·les i el paper antagonista principal en una altra.

## Carrera
Nascuda a la ciutat de Rio de Janeiro, Nathalia Dill va exercir el paper d'antagonista com Débora Rios a la telenovel·la Malhação. Seguidament, va interpretar el paper principal a la telenovel·la de la televisió Rede Globus Paradís, de Benedito Ruy Barbosa, on va representar el personatge de Maria Rita (sobrenomenada Santinha). Entre els seus últims treballs, Nathalia Dill va ser elegida per interpretar el paper protagonista a la telenovel·la Escrit nas Estrelas, en la qual actualment interpreta el personatge de Viviane.

## Filmografia

### Televisió
| Any d'inici | Títol               | Paper                       | Anys        | Notes                   |
| ----------- | ------------------- | --------------------------- | ----------- | ----------------------- |
| 2006        | Mandrake            | Valentina                   | 2006        | Episodi: "Rosas Negras" |
| 2007        | Malhação            | Débora Rios                 | 2007 - 2009 | Antagonista             |
| 2009        | Paradís             | Maria Rita Godói (Santinha) | 2009        | Protagonista            |
| 2009        | Dó-Ré-Mi-Fábrica    | Viola                       | 2009        | Coprotagonista          |
| 2010        | Escrit nas Estrelas | Viviane                     | 2010        | Protagonista            |

### Cinema
| Any  | Títol                 | Paper     | Notes       |
| ---- | --------------------- | --------- | ----------- |
| 2007 | Tropa d'elit          | Estudiant |             |
| 2008 | Feliç Natal           | Marília   |             |
| 2008 | Amb prou feines o Fim | Taiara    | Antagonista |

### Teatre
| Any  | Títol                      | Director                                  |
| ---- | -------------------------- | ----------------------------------------- |
| 2005 | A Glória de Nelson         | Daniel Herz                               |
| 2005 | Jogos na Hora dona Sesta   | Michel Bercovitch                         |
| 2006 | As Aventuras de Tom Sawyer | Michel Bercovitch                         |
| 2007 | O Beijo no Asfalt          | Michel Bercovitch (assistent de direcció) |
| 2008 | Boca de Cowboy             | Michel Bercovitch                         |

## Premis i nominacions
| Any  | Títol                   | Premi             | Notes      |
| ---- | ----------------------- | ----------------- | ---------- |
| 2009 | Millor Actriu Revelació | Prêmio TV Contigo | Guanyadora |
| 2009 | Millor Actriu Nacional  | Caprici Awards    | Nominada   |